# Aamet Calderón
Aamet Calderón (Ica, Provincia de Ica, Perú, 1 de julio de 1998) es un futbolista peruano. Juega de guardameta y su equipo actual es el Club Universitario de Deportes de la Primera División del Perú.

## Trayectoria
Jugador iqueño, canterano de Universitario de Deportes. En el año 2017 tuvo un paso fugaz por el Cultural Santa Rosa de la Segunda División del Perú, con el cual disputó 2 partidos. Fue habitual suplente de Roy Sucuitana.

### Universitario de Deportes
En 2018 regresó a Universitario de Deportes, saliendo en la lista de suplentes en tres ocasiones debido a la ausencia de Raúl Fernández por diversas expulsiones. A finales de 2019 renovó su vínculo por tres años más con la institución, siendo uno de los porteros promesas del club merengue.
Estaba considerado a ser el segundo arquero de Universitario para la temporada 2020. Sin embargo, el técnico Ángel Comizzo prefirió a Diego Romero por un tema de bolsa de minutos. Aquel año apareció 19 veces en el banco de suplentes, sin poder debutar. En febrero de 2021 se fracturó el tendón de Aquiles, por lo que estuvo fuera de las canchas por varios meses.En el año 2021 apareció en el banco de suplentes en dos oportunidades, frente a Universidad César Vallejo y Deportivo Municipal. Para la temporada 2022, con la llegada de Álvaro Gutiérrez, se confirmó su posición de tercer arquero. En la temporada 2023 fue parte del plantel que salió campeón nacional al vencer en la final a Alianza Lima. Fue el tercer arquero en el año.
A pesar de que en 6 temporadas no había debutado con el plantel profesional, para el 2024 inexplicablemente se le renueva su contrato, sin embargo, nunca hubo un pronunciamiento oficial del club. En la Noche Crema 2024 fue presentado como tercer arquero del plantel principal por detrás del uruguayo Sebastian Britos y Diego Romero. Sería campeón nacional en el 2024, año del centenario.

## Clubes
| Club                      | País | Año           |
| ------------------------- | ---- | ------------- |
| U América                 | Perú | 2014-2016     |
| Cultural Santa Rosa       | Perú | 2017          |
| Universitario de Deportes | Perú | 2018-presente |

## Palmarés

### Títulos nacionales
| Título                    | Club                      | País | Año  |
| ------------------------- | ------------------------- | ---- | ---- |
| Torneo Apertura           | Universitario de Deportes | Perú | 2020 |
| Torneo Clausura           | Universitario de Deportes | Perú | 2023 |
| Primera División del Perú | Universitario de Deportes | Perú | 2023 |
| Torneo Apertura           | Universitario de Deportes | Perú | 2024 |
| Torneo Clausura           | Universitario de Deportes | Perú | 2024 |
| Primera División del Perú | Universitario de Deportes | Perú | 2024 |
| Torneo Apertura           | 2025                      |      |      |